# Бирал
Бирал (бенг. বিরল, англ. Biral) — город на севере Бангладеш, административный центр одноимённого подокруга. Площадь города равна 11,11 км². По данным переписи 2001 года, в городе проживало 9467 человек, из которых мужчины составляли 51,75 %, женщины — соответственно 48,25 %. Плотность населения равнялась 852 чел. на 1 км². Уровень грамотности населения составлял 37,3 % (при среднем по Бангладеш показателе 43,1 %). 